# Absolutely Fabulous: The Movie
Ab Fab: The Movie (también conocido como Absolutely Fabulous: The Movie) es una película británica de comedia dirigida por Mandie Fletcher y escrita por Jennifer Saunders, basada en el programa de televisión Absolutely Fabulous. La película es protagonizada por Saunders, Joanna Lumley, Julia Sawalha, June Whitfield y Jane Horrocks. La fotografía principal de la película comenzó el 12 de octubre de 2015 en el sur de Francia. La película fue estrenada en Reino Unido el 1 de julio de 2016.

## Elenco
- Jennifer Saunders como Edina "Eddy" Monsoon.[2]
- Joanna Lumley como Patsy Stone.[2]
- Julia Sawalha como Saffron "Saffy" Monsoon.[2]
- June Whitfield como Madre.[2]
- Jane Horrocks como Bubble.[2]
- Kathy Burke como Magda.[3]
- Celia Imrie como Claudia Bing.[4]
- Janette Tough como Huki Muki.[4]

## Lanzamiento
La película fue estrenada en Reino Unido el 1 de julio de 2016.